# Monety rosyjsko-mołdawskie
Monety rosyjsko-mołdawskie – miedziane monety bite w latach 1771–1774, po zajęciu w 1769 r. Mołdawii i Wołoszczyzny przez wojska rosyjskie.
Początkowo planowano wyprodukowanie, z przetopionych armat tureckich, monet o nominałach:
- ½ kopiejki,
- 1½ kopiejki, oraz
- 5 kopiejek,

na łączną sumę 0,5 mln rubli, w mennicy w Jassach, kierowanej przez P.M. Gartenberga-Sadogórskiego. W rzeczywistości wybito:
- 1 para = 1½ kopiejki,
- 2 para = 3 kopiejki, oraz
- 5 kopiejek – tylko próbne egzemplarze,

na sumę 681 630,63 rubla, w posiadłości Gartenberga-Sadgórskiego nad Prutem w Mołdawii.